# Barraca d'en Mariano
La barraca d'en Mariano, o barraca B-14, és una barraca de vinya situada al municipi de Subirats (Alt Penedès), al coll de Conxes Portes, a 600 metres al nord de la Guàrdia, en un camp de vinya.
És una construcció aixecada en pedra seca situada en un marge del camp de vinya que salva un desnivell, al costat d'un bosc, de planta circular i forma troncocònica, de 2,20 m de diàmetre a la base i una alçada màxima de 2,70 m. Disposa, al seu interior, de dues fornícules. La construcció és de la tipologia de sostre de falsa volta, típic en aquestes edificacions (acostament de filades de pedra seca, sense cap mena de material d'unió, i amb una gran llosa per tapar el sostre). El portal està orientat al sud, té una alçada de 114 cm, una amplada de 56 cm i un gruix de 55 cm. El llindar de la porta està fet, als laterals, amb les mateixes pedres irregulars que conformen la paret de la barraca, mentre que com a llindar superior hi ha una gran llosa. El sostre està cobert de terra, utilitzada per a reforçar la unió de les pedres que formen la cúpula.
El codi utilitzat en la denominació d'aquesta barraca (lletra + número) procedeix d'un estudi realitzat per Araceli Soler i Jaume Rovira, que intenta sistematitzar la informació sobre aquests elements arquitectònics al terme de Subirats. El nom de barraca d'en Mariano és el nom popular.